# Fairmont Hotels and Resorts

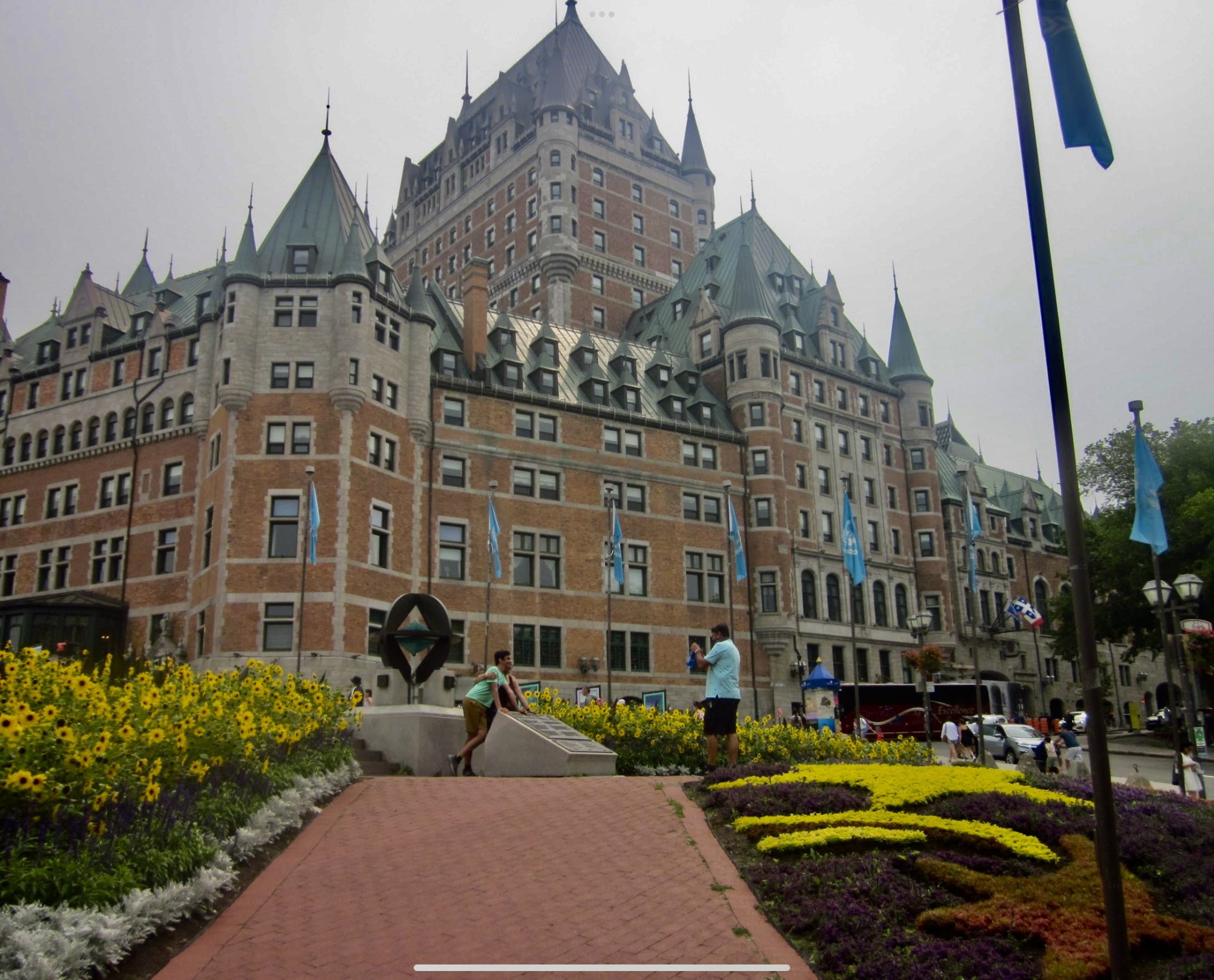
Fairmont Château Frontenac dans la ville de Québec, au Canada.

Fairmont Hotels and Resorts est une marque d'hôtels de luxe basée à Paris, France, et détenue par le groupe Accor. Le premier Fairmont ouvre à San Francisco en 1907. En 2001, dotée de son propre réseau d’hôtels, Fairmont Hotels fusionne avec Canadian Pacific Hotels et entame son développement international. Fairmont Hotels & Resorts compte 81 hôtels dans 27 pays.

## Histoire

### Les hôtels Fairmont
Le premier hôtel Fairmont à San Francisco ouvre en 1907, une œuvre signée par les architectes James and Merritt Reid (puis Julia Morgan après le tremblement de terre de 1906) sur commande de Tessie et Virginia Fair, les filles de l’homme à l’origine du projet, James Graham Fair. L'hôtel est racheté en 1945 par Benjamin Swig.
Dans les années 1960, la société Fairmont Hotel Management basée à San Francisco entame le développement d'une chaîne d'hôtels de luxe dans les grandes villes américaines principalement par des achats comme le Grunewald La Nouvelle-Orléans (aujourd'hui le Waldorf Astoria New Orleans).

### Les hôtels canadiens
À la fin du XIXe siècle, la compagnie des réseaux ferrés canadienne Canadien Pacifique développe Canadian Pacific Hotels pour gérer son réseau d’hôtels construits pendant le boom du tourisme de plaisance à cette époque. CP Hotels gère entre autres les hôtels Château Lake Louise, le Banff Springs, et le Château Frontenac.
En 1988, CP Hotels fusionne avec son principal concurrent au Canada et devient le plus grand propriétaire d’hôtels du pays. Son expansion se poursuit avec le rachat de Delta Hotels en 1990, et Princess Hotels en 1998.
Le 19 avril 1999, CP Hotels achète la société Fairmont Hotel Management en formant une coentreprise dont elle détient 67 %, avec le groupe saoudien Kingdom Hotels International du prince Al-Walid ben Talal (16,5 %) et Maritz Wolff (16,5 %). En 2001, CP Hotels est rebaptisé Fairmont Hotels & Resorts,.

### Développement international
En 2005, le Fairmont Monte Carlo ouvre ses portes, ainsi que le Fairmont Hôtel Savoy à Londres.
En mai 2006, le fonds d'investissement privés américain Colony Capital qui vient d'acheter le groupe Raffles Hotels and Resorts s'associe au groupe Saoudien Kingdom Hotels International du prince Al-Walid ben Talal pour acheter Fairmont Hotels and Resorts. L'ensemble des marques est regroupé sous une nouvelle entité nommée Fairmont Raffles Hotels International et basée à Toronto.
Fairmont ouvre à Zanzibar en 2008 et dans le Makkah Clock Royal Tower en 2010. En 2010, Fairmont compte 4 hôtels en Asie. Manila ouvre en 2013, Jakarta en 2014. En 2012, Fairmont fait son entrée en Europe de l’est avec l’ouverture du Fairmont Grand Hotel Kiev en Ukraine, et ouvre dans les Flame Towers à Bakou en 2013. L’hôtel Rey Juan Carlos de Barcelone devient un Fairmont en 2014. Le Fairmont Palm Jumeirah ouvre en 2013, et en mai 2015, avec le Fairmont Ajman, Fairmont ouvre son troisième hôtel à Dubaï.
En décembre 2015, le groupe hôtelier Accor annonce son intention d'acquérir le groupe Fairmont Raffles Hotels International, permettant ainsi au groupe français d’accroître sa présence sur le marché de l’hôtellerie de luxe et dans la région nord-Amérique,. Cette mesure est devenue effective à compter de juillet 2016.
En 2017, Fairmont ouvre son premier hôtel en Turquie, le Fairmont Quasar Istanbul, reprend le Century Plaza Hotel de Los Angeles, et annonce les ouvertures d’un Fairmont à Séoul et du Fairmont Royal Palm Marrakech.

## Activités
Fairmont Hotels & Resorts est composée de 75 hôtels dans 24 pays. Fairmont fait partie du portefeuille de marques d’hôtels de luxe du groupe Accor.

## Propriétés
Quelques-unes des propriétés Fairmont Hotels & Resorts :
| Photo des propriétés | Nom                          | Ville         | Pays                | Géré par Fairmont depuis |
| -------------------- | ---------------------------- | ------------- | ------------------- | ------------------------ |
|                      | Fairmont Hôtel Savoy         | Londres       | Royaume-Uni         |                          |
|                      | Fairmont Plaza Hotel         | New York      | États-Unis          | 2008                     |
|                      | Fairmont Grand Del Mar       | San Diego     | États-Unis          |                          |
|                      | Fairmont Olympic Hotel       | Seattle       | États-Unis          | 1924                     |
|                      | Fairmont San Francisco       | San Francisco | États-Unis          | 1907                     |
|                      | Fairmont Banff Springs       | Banff         | Canada              |                          |
|                      | Fairmont Château Laurier     | Ottawa        | Canada              |                          |
|                      | Fairmont Château Frontenac   | Québec        | Canada              |                          |
|                      | Fairmont Le Manoir Richelieu | La Malbaie    | Canada              |                          |
|                      | Fairmont Jasper Park Lodge   | Jasper        | Canada              | 1922                     |
|                      | Fairmont Baku Flame Towers   | Bakou         | Azerbaïdjan         | 2011                     |
|                      | Fairmont The Palm            | Dubaï         | Émirats arabes unis | 2013                     |
|                      | Fairmont Peace Hotel         | Shanghai      | Chine               | 2010                     |
|                      | Fairmont Monte Carlo         | Monaco        | Monaco              | 2005                     |